# Panicum havardii
Panicum havardii är en gräsart som beskrevs av George Vasey. Panicum havardii ingår i släktet vipphirser, och familjen gräs. Inga underarter finns listade i Catalogue of Life.